# Admirał Makarow (1906)
Admirał Makarow (ros. Адмирал Макаров) – rosyjski krążownik pancerny z okresu I wojny światowej, pierwszy okręt rosyjski o tej nazwie. Zbudowany we Francji i wodowany w 1906 roku, był jednym z czterech okrętów typu Bajan – jedynego standardowego typu rosyjskich krążowników pancernych. Wszedł do służby w Marynarce Wojennej Imperium Rosyjskiego w 1908 roku. Wchodził w skład Floty Bałtyckiej i służył aktywnie przez cały okres I wojny światowej na Bałtyku, między innymi działając w Zatoce Ryskiej. Przejęty przez władzę radziecką, nie służył już aktywnie po wojnie i został wycofany w 1918 roku, po czym złomowany w Niemczech.
Wyporność normalna okrętu wynosiła 7890 ton, a długość niecałe 139 m. Napędzały go maszyny parowe, umożliwiające osiąganie prędkości 21 węzłów. Uzbrojenie główne stanowiły początkowo dwa działa kalibru 203 mm w wieżach i osiem dział kalibru 152 mm, pod koniec wojny wzmocnione do trzech dział kalibru 203 mm i dwunastu kalibru 152 mm.

## Projekt
„Admirał Makarow” należał do typu krążowników pancernych, którego pierwowzorem był pierwszy „Bajan”, zaprojektowany dla floty rosyjskiej w 1898 roku przez francuską stocznię Forges et Chantiers de la Méditerranée (FCM) w La Seyne-sur-Mer koło Tulonu i tam zbudowany. „Bajan” był najnowocześniejszym krążownikiem pancernym Rosji w czasie wojny rosyjsko-japońskiej, który wykazał swoją przydatność w działaniach pod Port Artur. Jeszcze podczas wojny, jesienią 1904 roku rosyjskie Ministerstwo Morskie podjęło decyzję o zamówieniu kolejnych jednostek na wzór „Bajana”, z niewielkimi tylko ulepszeniami. Istotnym czynnikiem była chęć uniknięcia przestojów w petersburskiej państwowej Nowej Stoczni Admiralicji, która miała wolne pochylnie. Początkowo miały być zbudowane tylko dwa okręty w Rosji, lecz z niejasnych przyczyn władze rosyjskie zdecydowały ostatecznie zlecić budowę jeszcze jednego okrętu francuskiej stoczni FCM, która miała jednocześnie opracować poprawioną dokumentację.
Planowane okręty zostały wciągnięte na listę floty 2?/15 kwietnia 1905 roku, a pierwszemu, budowanemu we Francji, nadano nazwę „Admirał Makarow” na cześć admirała Stiepana Makarowa, poległego pod Port Artur. 20 kwietnia/3 maja 1905 roku podpisano kontrakt na budowę krążownika we Francji. Według umowy, budowa miała trwać 32 miesiące, do 1 września 1907 roku. Cena miała wynosić 18 450 000 franków (6 918 750 rubli) bez uzbrojenia, dostarczanego przez Rosję, lecz ostatecznie nieco wzrosła na skutek dodatkowych zmian wprowadzanych w projekcie.
W literaturze decyzja o zamówieniu kolejnych okrętów typu Bajan, podjęta z niejasnych motywów, jest przedmiotem krytyki, jako że projekt już był kilkuletni i ustępował uzbrojeniem i wartością bojową większym okrętom tej klasy budowanym w tym czasie zarówno w Japonii (typ Tsukuba), jak i w Niemczech (typy Roon i Scharnhorst). Mimo to, powstałe w ten sposób okręty, w tym „Admirał Makarow”, były aktywnie używane podczas I wojny światowej, okazując się wartościowymi jednostkami w specyficznych warunkach drugorzędnego bałtyckiego teatru działań.

## Budowa
Daty w kalendarzu juliańskim, po ukośniku – w kalendarzu gregoriańskim (nowego stylu).
Prace przy budowie okrętu w stoczni FCM w La Seyne-sur-Mer pod Tulonem rozpoczęto jeszcze przed podpisaniem umowy, 22 marca?/4 kwietnia 1905 roku. Ta data została również wskazana na tradycyjnej srebrnej plakietce („desce”) mocowanej do konstrukcji okrętu we flocie rosyjskiej z okazji położenia stępki. Oficjalna uroczystość symbolicznego położenia stępki miała jednak miejsce dopiero rok później, 14/27 marca 1906 roku, już po zbudowaniu kadłuba i niedługo przed jego wodowaniem. 25 kwietnia/8 maja 1906 roku odbyło się uroczyste wodowanie, podczas którego na pokładzie okrętu była obecna wielka księżna Anastazja Michajłowna, która uczestniczyła wcześniej w wodowaniu „Bajana”. W chwili wodowania kadłub miał wyporność 2934 ton. Kolejnym etapem było wyposażanie okrętu, dla którego maszyny wykonano w Marsylii. W przeciwieństwie do pozostałych krążowników tego typu, opóźnienie w budowie było niewielkie, mimo wprowadzania drobnych zmian w projekcie w trakcie budowy. Artylerię Rosjanie dostarczyli do Tulonu dopiero 25 października/8 listopada 1907 roku, w tym samym czasie też przystąpiono do wstępnych prób maszyn.
7 grudnia 1907 roku do Marsylii przybyła rosyjska komisja, po czym rozpoczęto morskie próby odbiorcze mechanizmów, podczas których okręt 26 grudnia rozwinął prędkość maksymalną 22,55 węzła. W marcu 1908 roku zaokrętowano pierwszą niepełną załogę rosyjską. 15/28 kwietnia 1908 roku na okręcie podniesiono po raz pierwszy banderę (również w obecności wielkiej księżnej Anastazji). W dniach 16–22 kwietnia okręt przeszedł ostatnie dokowanie przed wyjściem do Rosji. 13 maja 1908 roku podpisano akt odbioru okrętu na skarb cesarski. Większe problemy mimo przeróbek sprawiała jedynie winda kotwiczna, którą zdecydowano poprawić już w Rosji. Proces budowy uznany był za sprawny i na wniosek dowódcy okrętu siedmiu francuskich inżynierów zostało odznaczonych orderami św. Stanisława, a 20 majstrów medalami.

## Opis i odmienności konstrukcji

### Uzbrojenie

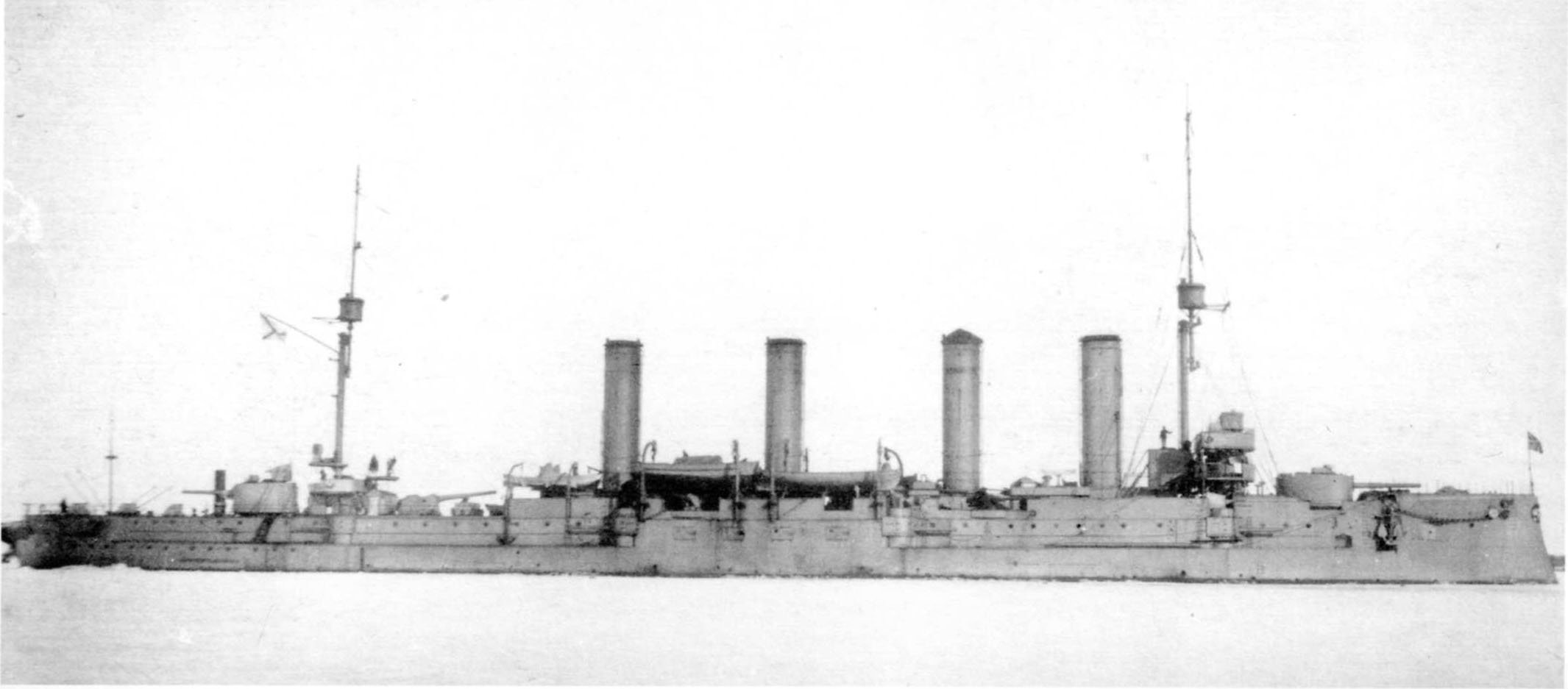
„Admirał Makarow” w 1917 roku ze zmodyfikowanym uzbrojeniem – widoczne działo 203 mm przed masztem rufowym i dwa działa 152 mm na śródokręciu

Uzbrojenie główne w postaci dwóch dział kalibru 203,2 mm (8 cali/45) o długości lufy 45 kalibrów (L/45) umieszczone było w dwóch jednodziałowych wieżach na pokładzie dziobowym i rufowym, w osi podłużnej okrętu. Wieże obracane były elektrycznie. Kąt podniesienia luf w stosunku do pierwowzoru zwiększono z 18° do 22°, co zwiększyło donośność. Przy kącie podniesienia 18° donośność pocisków burzących i przeciwpancernych o masie 87,73 kg wynosiła 13,1 km, a wprowadzonych w 1915 roku pocisków półpancernych o masie 106,9 kg – 15,9 km; natomiast przy większym kącie była ona większa. Zapas amunicji wynosił 220 pocisków (120 na działo dziobowe i 100 na rufowe). Połowę jednostki ognia stanowiły nowo wprowadzone w 1907 roku wydłużone pociski burzące o większej skuteczności. Artylerię drugiego kalibru stanowiło osiem dział kalibru 152,4 mm (6 cali/45) systemu Canet o długości lufy L/45 rozmieszczone w opancerzonych kazamatach na burtach. Kąt podniesienia luf wynosił od -6° do 25°, masa pocisku 41,4 kg, a maksymalna donośność 15 738 m. Ich zapas amunicji zwiększono dzięki układaniu pocisków sposobem francuskim, jedne na drugich, ze 150 do 172 lub według innych źródeł 178 pocisków na działo.
Uzbrojenie pomocnicze, przeznaczone do odpierania ataków torpedowców, obejmowało początkowo 20 dział kalibru 75 mm L/50 systemu Canet. Umieszczono je po 10 na każdej z burt, z tego cztery w opancerzonych kazamatach na śródokręciu, jedno w burtowym stanowisku na dziobie, jedno w burtowym stanowisku na samej rufie (w pomieszczeniach admiralskich) i cztery na pokładzie górnym na śródokręciu (nad kazamatami armat 152 mm). Działa na pokładzie górnym miały maski ochronne grubości 20 mm i w porównaniu z pierwowzorem zostały osadzone na nowych lżejszych podstawach konstrukcji Mellera wzór 1906. Artyleria pomocnicza „Admirała Makarowa” stanowiła jedną z różnic z okrętami budowy rosyjskiej. Działa w burtach na dziobie, zabryzgiwane wodą, usunięto w 1913 roku (na krążownikach budowanych w Rosji zrezygnowano z nich w ogóle – wycięcia na te działa pozostały elementem wyróżniającym „Makarowa”). Jako jedyny z okrętów tego typu „Admirał Makarow” przenosił nadto cztery francuskie półautomatyczne działa 57 mm Hotchkissa L/58, na pokładzie górnym, po dwa na każdej z burt nad centralną kazamatą. Działa te z uwagi na niewielki kaliber nie miały jednak większej wartości bojowej i używane były jako salutacyjne, a najpóźniej w 1912 roku zostały zdjęte. Okręt miał też cztery karabiny maszynowe Maxima kalibru 7,62 mm na mostkach, z tego dwa mogły stanowić uzbrojenie desantu. Typowo dla rosyjskich okrętów „Makarow” przenosił też dwa działa kalibru 63,5 mm Baranowskiego na lawetach lądowych dla oddziałów desantowych (zamiast przewidywanych pierwotnie niegotowych nowych armat kalibru 75 mm).
Broń podwodną stanowiły, mało przydatne w praktyce, dwie podwodne stałe wyrzutnie torpedowe kalibru 450 mm umieszczone w burtach, z zapasem sześciu torped. Stosowano torpedy wzór 1904, o długości 5,13 m i masie ładunku wybuchowego 70 kg. W toku wojny w listopadzie 1914 roku przystosowano „Admirała Makarowa” do przenoszenia 158 min morskich wzór 1912, montując tory na pokładzie i zrzutnie, jednak w praktyce nie zabierano więcej niż 120 min z uwagi na zatłoczenie pokładu i utrudnienie w obsłudze dział.
Na przestrzeni 1916 i 1917 roku zmodyfikowano uzbrojenie artyleryjskie „Admirała Makarowa” i drugiego „Bajana”, instalując na wzmocnionym pokładzie górnym tuż przed masztem rufowym trzecie działo kalibru 203 mm L/45 na centralnej podstawie, dysponujące kątem ostrzału po 100° na każdą z burt. Jego kąt podniesienia był mniejszy i wynosił 18°. Działo to nie otrzymało ostatecznie przewidywanej pierwotnie maski ochronnej. Na pokładzie na śródokręciu dodano z kolei cztery działa kalibru 152 mm, po dwa na burtę, z kątem ostrzału po 130°, zwiększając tym samym ich liczbę do dwunastu. Zdecydowano zdjąć w zamian wszystkie mało przydatne działa kalibru 75 mm, przy tym działa z centralnej kazamaty usunięto już podczas prac przygotowawczych na początku 1916 roku. Ostatecznie przenoszony zapas amunicji wynosił w przypadku „Makarowa” 465 pociski kalibru 203 mm i 2663 kalibru 152 mm. Działo kalibru 203 mm zamontowano w lipcu 1916 roku. Najprawdopodobniej natomiast pokładowe działa kalibru 152 mm „Admirał Makarow” otrzymał dopiero pod koniec sierpnia 1917 roku w Rewlu. Działo 203 mm było zdjęte z krążownika „Gromoboj”, a dzała 152 mm z przezbrajanego krążownika „Oleg”, przy czym podstawy ich musiały zostać przerobione dla zwiększenia kąta podniesienia do 25°. Dodatkowe windy do amunicji pochodziły również z krążownika „Oleg” i okrętu szkolnego „Piotr Wielikij” (dla dział 8-calowych). Okręt zachował jednak nadal dwa działa kalibru 75 mm z maskami ochronnymi na pokładzie, nad dziobowymi kazamatami. Zapewne w sierpniu 1916 roku okręt otrzymał przynajmniej dwie armaty przeciwlotnicze kalibru 47 mm – na dachu rufowej wieży i między pierwszym a drugim kominem, później ich liczba wzrosła do trzech. Wiosną 1917 roku (być może nieco później) okręt otrzymał jeszcze dwa działa przeciwlotnicze 76,2 mm Lendera L/30, na pokładzie po bokach wieży rufowej.

### Opancerzenie

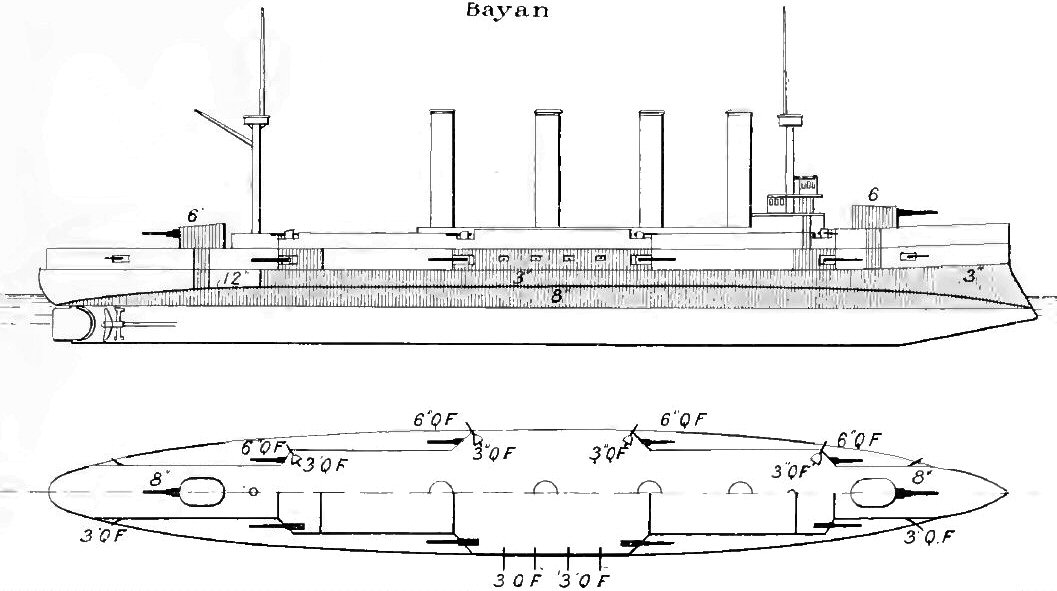
Uproszczony schemat opancerzenia (grubości dotyczą krążownika „Bajan”)

Opancerzenie „Admirała Makarowa” odpowiadało układem prototypowi typu Bajan, lecz różniło się grubością i jakością. Pancerz pionowy wykonany był z bardziej odpornej stali Kruppa w miejsce stali Harveya, co pozwoliło na zmniejszenie jego grubości i w efekcie masy. Opancerzenie burt obejmowało główny pas pancerny na linii wodnej, rozciągający się od samego dziobu za wieżę rufową, o grubości maksymalnej 175 mm na większości długości, zmniejszającej się stopniowo do 100 mm w kierunku dziobu i rufy (od wysokości skrajnych kazamat dział), a także malejącej w dolnej zanurzonej części pasa. Pas składał się z 26 płyt, z czego 16 miało maksymalną grubość (od 8. do 23.). Również zamykająca pas rufowa gródź poprzeczna miała grubość zmniejszoną do 175 mm. Nad pasem głównym na śródokręciu znajdował się krótszy pas górny o grubości 50 mm (umieszczony na stalowym poszyciu burt łącznej grubości 20 mm); taką samą grubość pancerza miały kazamaty dział znajdujące się ponad nim. Po zdjęciu dział 75 mm z kazamaty, ich otwory miały być zakryte pancerzem grubości 76 mm. W toku budowy zamierzano dodać pancerz 50 mm na poszyciu burt na rufie chroniący maszynę sterową, lecz prawdopodobnie zrezygnowano z tego. Tak samo natomiast jak w prototypie, wewnętrzny płaski pokład pancerny miał 30 mm pancerza na stalowym podłożu grubości 20 mm (z dwóch warstw po 10 mm). Również wieże dział miały pancerz pionowy ze stali Kruppa mniejszej grubości 132 mm, jednakże ich dach pogrubiono do 44 mm. Wieża dowodzenia „Admirała Makarowa”, różniąca się od pozostałych okrętów, według opisu z epoki miała opancerzenie grubości 5,5 cala (140 mm), ze stali chromoniklowej, a jej dach i podłoga były wykonane z płyt ze stali małomagnetycznej grubości 35 mm (być może układanych podwójnie na dachu – brak jest bliższego wyjaśnienia). Pod wieżą był szyb komunikacyjny ze ścianami grubości 80 mm. Rufowy dalmierz tylko na „Admirale Makarowie” chroniony był opancerzoną wieżyczką, ze ścianami grubości 60 mm i dachem grubości 45 mm, dodaną w trakcie budowy.

### Napęd
Okręt napędzały dwie czterocylindrowe pionowe maszyny parowe potrójnego rozprężania, o kontraktowej łącznej mocy indykowanej 16 500 KM. Miały cylindry o średnicach: 1100 cm, 1740 cm i 2000 cm oraz skok tłoka 930 cm. Maszyny napędzały bezpośrednio dwie czterołopatowe śruby o średnicy 5 m. Parę dla maszyn dostarczało 26 kotłów wodnorurkowych systemu Belleville, rozmieszczonych w czterech kotłowniach. Spaliny odprowadzane były przez cztery wysokie, proste, szeroko rozstawione w równych odstępach kominy. Zapas paliwa – węgla – wynosił 750 ton, maksymalnie 1000 ton.
Dzięki ulepszonemu projektowi śrub, okręt był nieco szybszy od prototypu i przekroczył prędkość kontraktową. Podczas prób 26 grudnia 1907 roku rozwinięto prędkość maksymalną 22,55 węzła przy mocy indykowanej 19 310 KM, a na próbach 12-godzinnych 22–24 stycznia 1908 roku średnia prędkość wyniosła 21,08, a maksymalna 21,6 węzła (przy wyporności 7890,8 t i średniej mocy indykowanej 15 527,88 KM). Zużycie paliwa przy prędkości maksymalnej na próbach wynosiło 0,8875 kg/h na 1 KM mocy, co było wynikiem lepszym od kontraktowego.

### Odmienności wyglądu i wyposażenia

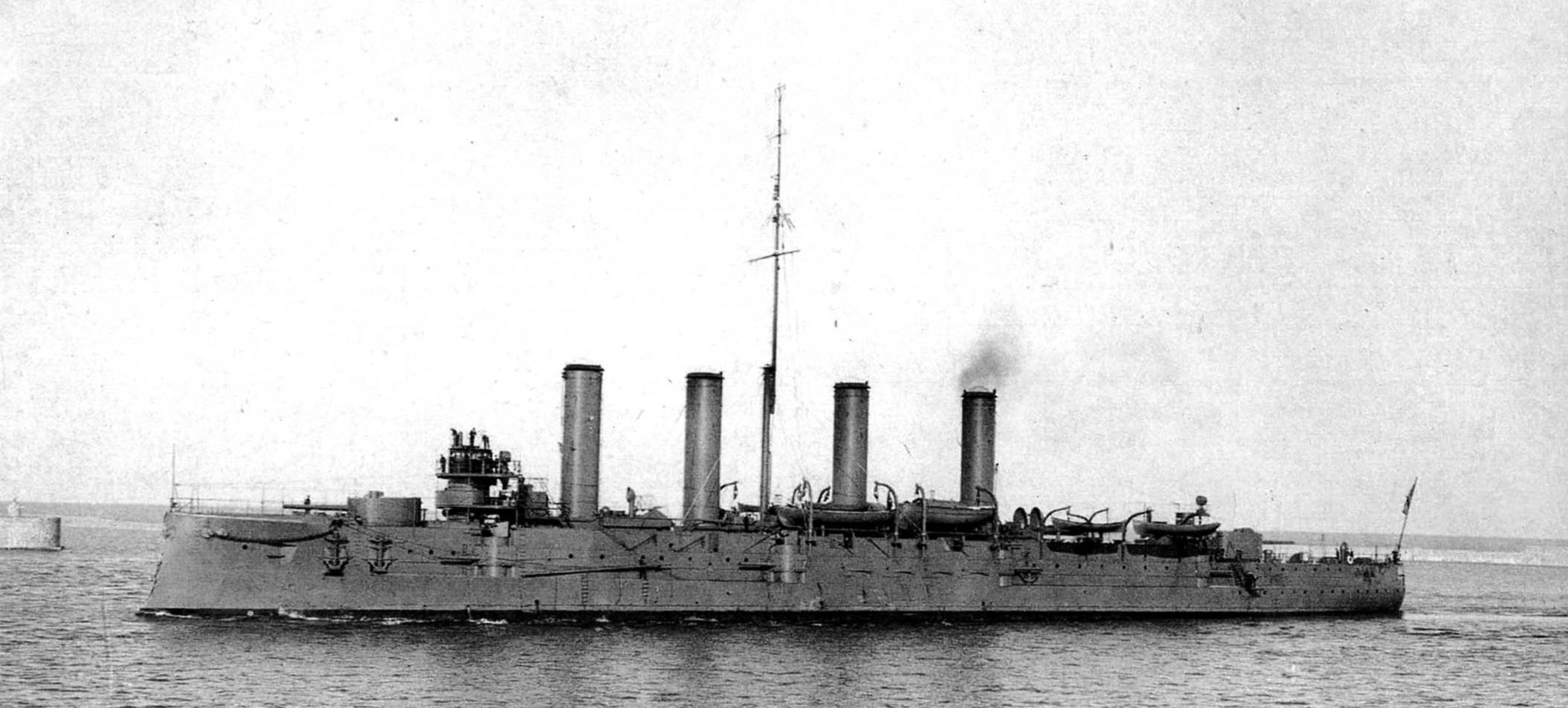
„Admirał Makarow” ok. 1910–1911, z pojedynczym masztem

„Admirał Makarow” odróżniał się od pozostałych okrętów typu Bajan masztami. Początkowo okręt budowano z dwoma masztami, z czego maszt rufowy miał posiadać mars bojowy z działkami 47 mm, jak w oryginalnym krążowniku „Bajan”. W związku jednak z rezygnacją z marsów bojowych oraz krótkotrwałą tendencją do wyposażania dużych okrętów rosyjskich w pojedynczy maszt w celu utrudnienia przeciwnikowi oceny kursu i szybkości okrętu, usunięto podczas budowy maszt dziobowy, a rufowy pozbawiony marsu przestawiono na śródokręcie, pomiędzy drugim a trzecim kominem. Wkrótce jednak z tego zrezygnowano i zimą 1911/1912 roku okręt otrzymał z powrotem dwa maszty, z punktami obserwacyjnymi artylerii, różniące się od masztów krążowników typu Bajan budowy rosyjskiej krótszymi nieruchomymi stengami. W stosunku do okrętów budowanych w Rosji, przez cały okres służby „Admirała Makarowa” wyróżniał dodatkowy lekki drewniany mostek ze skrzydłami na dachu wieży dowodzenia. Mniej dostrzegalną różnicą była sama pancerna wieża dowodzenia, eliptyczna w rzucie z góry i otwarta od tyłu (jak w pierwszym „Bajanie”, lecz przykryta płaskim dachem), podczas gdy okręty budowy rosyjskiej miały obszerniejsze wieże, w przekroju zbliżone do zaokrąglonego trójkąta. Widoczną różnicę stanowiły wycięcia dla stanowisk dział 75 mm w burtach na dziobie, których nie miały okręty budowane w Rosji. W odróżnieniu od pozostałych okrętów tego typu, „Makarow” miał zastosowane tytułem eksperymentu kotwice Marrela zamiast typowych w rosyjskiej flocie kotwic Halla. Różnicę w stosunku do pierwowzoru i pozostałych okrętów stanowiło też pokrycie pokładu górnego, dziobowego i mostków, zamiast drewnem tekowym lub linoleum – szwedzką żywicą (mastiką), jak na krążowniku „Ruryk”, która jednak okazała się nietrwała i była w 1909 roku zamieniona na pierwotnie przewidziane materiały.
Nowością były zastosowane do kierowania ogniem dalmierze optyczne Barr & Stroud o bazie 4,5 stopy (1372 mm), zamienione w 1911 roku na 9-stopowe (2743 mm). Początkowo na „Makarowie” w toku budowy dodano wieżyczkę z dalmierzem na rufie, lecz jej umiejscowienie było nieudane. Zestaw dalmierzy ulegał zmianie i ostatecznie w połowie I wojny światowej „Makarow” miał dwa dalmierze 9-stopowe w kopułkach na dachu wież artylerii i jeden przenośny na mostku oraz przenośne dalmierze: 4,5-stopowy i 3-stopowy dla celów nawigacyjnych. Zdjęcia z okresu 1916–1917 przedstawiają dalmierze na dachach wież oraz dalmierz 9-stopowy między pierwszym a drugim kominem. „Admirał Makarow” miał trzy reflektory bojowe o średnicy 750 mm (dwa na skrzydłach górnego mostka, a trzeci na dachu rufowej wieżyczki dalmierza, a następnie na platformie masztu rufowego). Tak jak na pierwszym okręcie typu, energię elektryczną zapewniały cztery główne prądnice parowe o napięciu 100 V i natężeniu 500 A i dwie pomocnicze. 
„Admirał Makarow” miał taki sam zestaw łodzi, jak pierwszy „Bajan”, odróżniający się od okrętów budowanych w Rosji. Obejmowały one dwa kutry parowe długości 10,97 m i dziewięć łodzi wiosłowych różnych rozmiarów (od dwóch 20-wiosłowych barkasów długości 11,58 m do dwóch joli długości 6,1 m). W lipcu 1911 roku jednak w Helsinkach wykonano dla okrętu nowy kuter motorowy.  Załoga pierwotnie obejmowała etatowo 618 osób, w tym 23 oficerów i 7 osób cywilnych. Przez większość okresu przedwojennego problemem były braki wyszkolonych załóg, i np. 1 kwietnia 1914 roku brakowało 4 podoficerów i 42 marynarzy. W toku służby stan etatowy załogi się zmieniał, m.in. ubyło 100 osób obsługi dział 75 mm oraz przybyło 60 osób obsługi nowej artylerii.

## Służba
Daty w kalendarzu juliańskim, po ukośniku – w kalendarzu gregoriańskim (nowego stylu).

### Przed I wojną światową

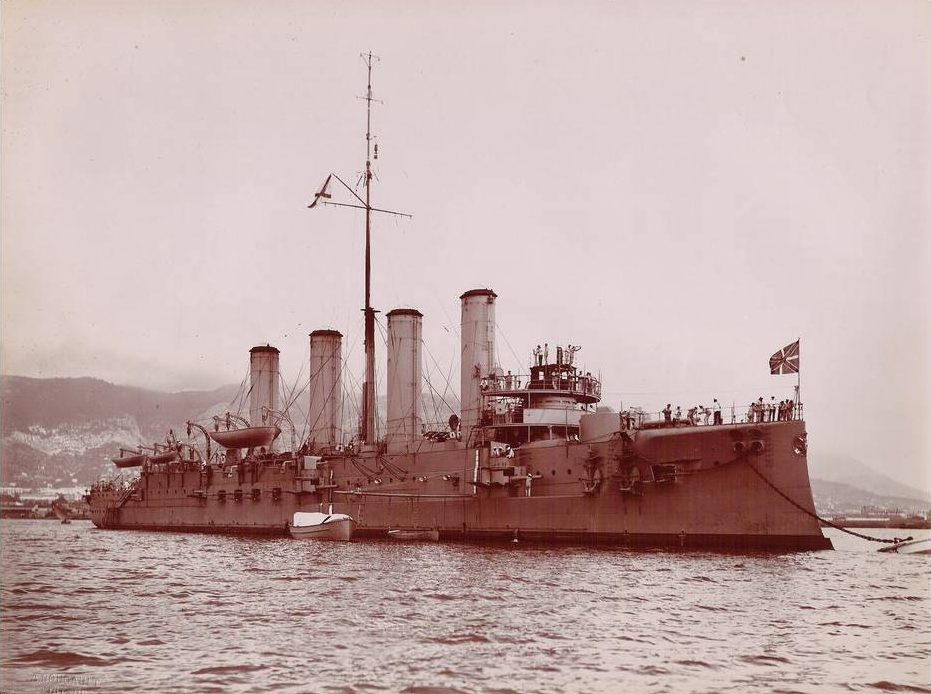
„Admirał Makarow” przed 1911 rokiem na Morzu Śródziemnym

Pierwszym dowódcą okrętu został, wyznaczony jeszcze w 1906 roku do nadzorowania budowy, komandor Władimir Ponomariow. Po wejściu do służby, „Admirał Makarow” 14?/27 maja 1908 1908 roku wypłynął z Tulonu i odwiedzając po drodze Vigo dopłynął 29 maja/11 czerwca do Rewla, gdzie był tego dnia wizytowany przez cara Mikołaja II. Po dokowaniu w Libawie przeszedł następnie do Kronsztadu, skąd 11/24 lipca eskortował carski jacht „Sztandart” na spotkanie z prezydentem Francji do Rewla. Podczas rewii floty francuskiej i rosyjskiej 14 lipca zajmował miejsce w szyku obok krążownika pancernego „Dupetit-Thouars”. Tego dnia po odpłynięciu francuskiej eskadry krążownik był ponownie wizytowany przez cara z czteroletnim księciem Aleksym. Od 12 sierpnia do 4 września krążownik eskortował z kolei jacht „Polarnaja Zwiezda” cesarzowej-wdowy Marii Fiodorowny podczas wizyty w rodzinnej Danii i Norwegii. Na okres zimowy okręt miał zostać wycofany do rezerwy, jednakże z uwagi na awarię krążownika „Oleg”, zdecydowano wysłać zamiast niego „Makarowa” w rejs szkolny z podchorążymi na Morze Śródziemne. Przed tym zainstalowano dostarczone dopiero teraz podwodne wyrzutnie torped. Również pod koniec października zainstalowano optyczne celowniki Vickersa do dział 203 mm.
25 października/6 listopada 1908 roku „Admirał Makarow” wypłynął z Kronsztadu i odwiedzając po drodze Portsmouth i Vigo wpłynął na Morze Śródziemne, spotykając się 19 listopada/2 grudnia w Bizercie ze znajdującym się już tam rosyjskim Oddziałem Bałtyckim, z pancernikami „Cesariewicz” i „Sława” oraz krążownikiem „Bogatyr’”. 16/29 grudnia marynarze krążownika udzielali pomocy poszkodowanym w wielkim trzęsieniu ziemi w Mesynie oraz ewakuowali z ogarniętego pożarem miasta około 400 rannych do Neapolu. Krążownik powrócił tam trzy dni później i ponownie jego załoga pomagała w wydobywaniu zasypanych, po czym okręt ewakuował do Neapolu około 200 rannych i 400 poszkodowanych. Uczestnicy akcji i sam krążownik zostali później udekorowani srebrnymi medalami przez władze Włoch. Rosyjska eskadra popłynęła następnie pod koniec grudnia do Aleksandrii w Egipcie, po czym „Admirał Makarow” odłączył się i 10/23 stycznia 1909 roku zawinął do Pireusu w Grecji, w związku z koniecznością hospitalizacji w rosyjskim szpitalu dowódcy, który zachorował na tyfus. Dowodzenie okrętem czasowo objął wówczas komandor por. Kazimierz Porębski. W Pireusie okręt trzykrotnie odwiedziła grecka królowa Olga, sprawująca honorowy patronat (szefostwo) nad załogą krążownika, a 14 stycznia odwiedził go król Grecji Jerzy I. W drodze powrotnej rosyjskie okręty spędziły na przełomie stycznia i lutego kilka dni w Gibraltarze, gdzie spotkały się z amerykańską „Wielką Białą Flotą”. 11/24 marca 1909 roku krążownik powrócił do Libawy. 11/24 lipca tego samego roku „Admirał Makarow” z nowym krążownikiem pancernym „Ruryk” konwojował carskie jachty do Wielkiej Brytanii i wziął udział w rewii floty we francuskim Cherbourgu, a następnie wielkiej rewii na redzie Spithead 20 lipca/2 sierpnia 1909 roku.
15/28 marca 1910 roku „Admirał Makarow” powtórnie wyruszył w rejs szkolny na Morze Śródziemne, odwiedzając Plymouth i Algier i docierając do Grecji, w tym 22 kwietnia na Korfu ponownie odwiedziła go królowa Olga. 28 kwietnia krążownik przeszedł do zatoki Suda na Krecie, gdzie stacjonował do sierpnia w składzie międzynarodowej eskadry, w związku z grożącą konfliktem sytuacją na wyspie, zamieszkałej przez Greków, a podległej Imperium Osmańskiemu. 16/29 sierpnia krążownik dołączył do rosyjskiej eskadry wysłanej na Morze Śródziemne na uroczystości 50-lecia panowania króla Czarnogóry Mikołaja I, zastępując pancernik „Sława”, który uległ po drodze awarii. Celem wysłania rosyjskiego zespołu była demonstracja rosyjskiego poparcia dla krajów słowiańskich leżących nad Morzem Adriatyckim. Zespół z flagowym pancernikiem „Cesariewicz” i krążownikami „Ruryk” i „Bogatyr'” dopłynął 18 sierpnia do Antivari (Baru) w Czarnogórze. Po uroczystościach zakończonych 25 sierpnia „Makarow” powrócił na Kretę, lecz bezpośrednio po tym otrzymał rozkaz powrotu do Rosji, wychodząc z Zatoki Suda 11 września i płynąc do Tulonu razem z zespołem rosyjskim, a dalej samodzielnie, i docierając do Kronsztadu 11/24 października. Po drodze, podczas sztormu na redzie Cherbourga 30 września krążownik był zmuszony odrzucić kotwicę i popłynąć do Portsmouth w celu uzupełnienia węgla, lecz 5 października z pomocą nurków odnaleziono kotwicę.

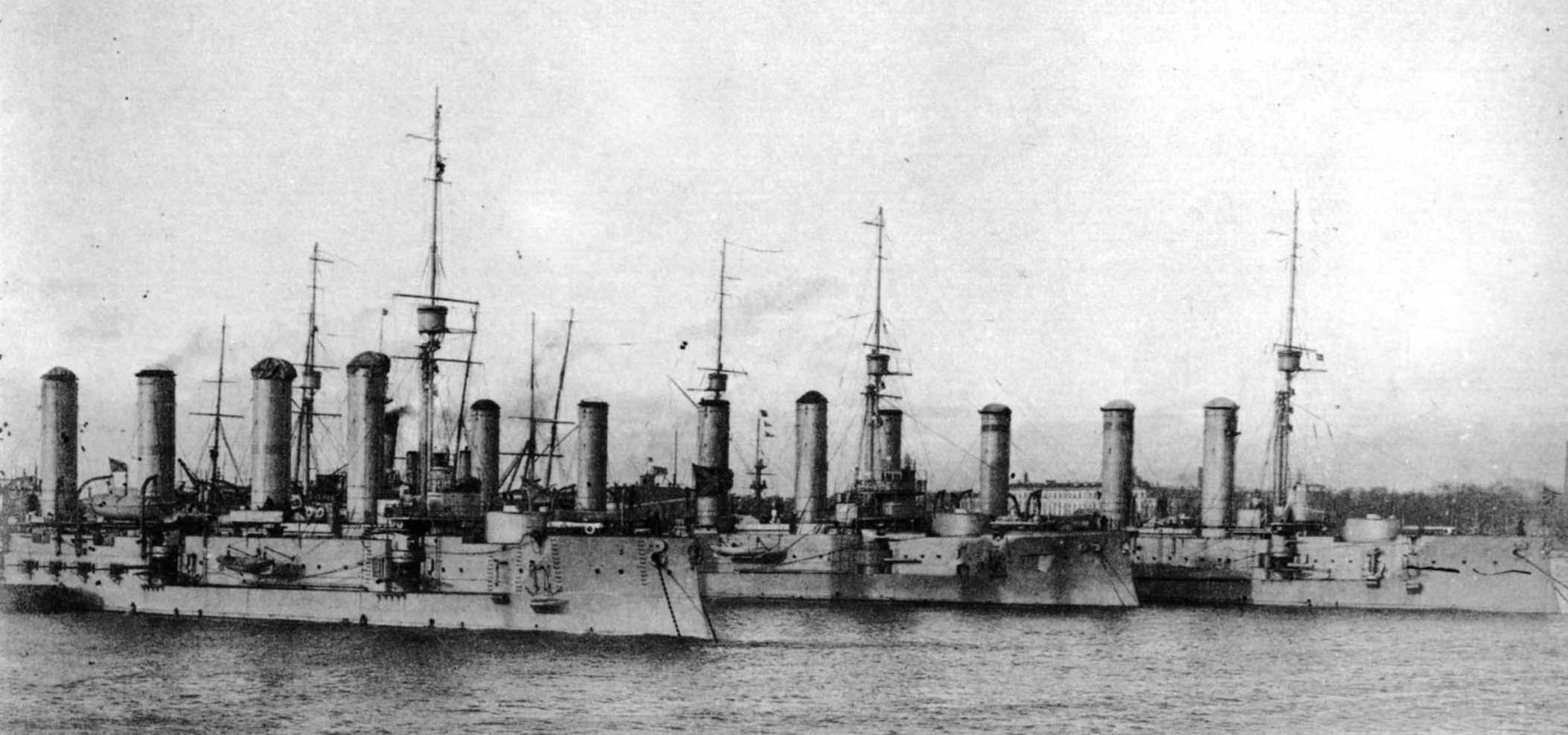
Od lewej: „Bajan”, „Admirał Makarow” i „Pałłada” w latach 1912–1914

W 1911 roku wszystkie trzy krążowniki typu Bajan weszły w skład nowo sformowanej Brygady Krążowników Floty Bałtyckiej bazującej w Rewlu (późniejszej 1. Brygady Krążowników). W czasie pokoju okręty uczestniczyły w kampaniach od wiosny do zimy, kiedy były wycofywane do zbrojnej rezerwy z uwagi na zalodzenie. We wrześniu–październiku 1911 roku „Admirał Makarow” wraz z Brygadą Krążowników i innymi okrętami złożył wizytę w Køge w Danii. Zimą podczas prac remontowych w Kronsztadzie zamontowano na krążowniku drugi maszt, zmieniając położenie pierwszego i ujednolicając wygląd okrętu z pozostałymi tego typu. W dniach 11/24 – 15/28 września 1912 roku „Makarow” w składzie eskadry głównych sił Floty Bałtyckiej przebywał w Kopenhadze w Danii w związku z wizytą tam cesarzowej-wdowy Marii Fiodorowny z okazji urodzin jej bratanka, króla Chrystiana X. We wrześniu 1913 roku „Makarow” z głównymi siłami Floty Bałtyckiej (Brygadą Krążowników, Brygadą Okrętów Liniowych i półdywizjonem niszczycieli) odwiedził Portland, Brest i Stavanger. Latem 1914 roku „Admirał Makarow” w Kronsztadzie witał eskadrę brytyjskich krążowników liniowych.

### I wojna światowa

#### Zatoka Fińska i południowy Bałtyk (1914–1915)

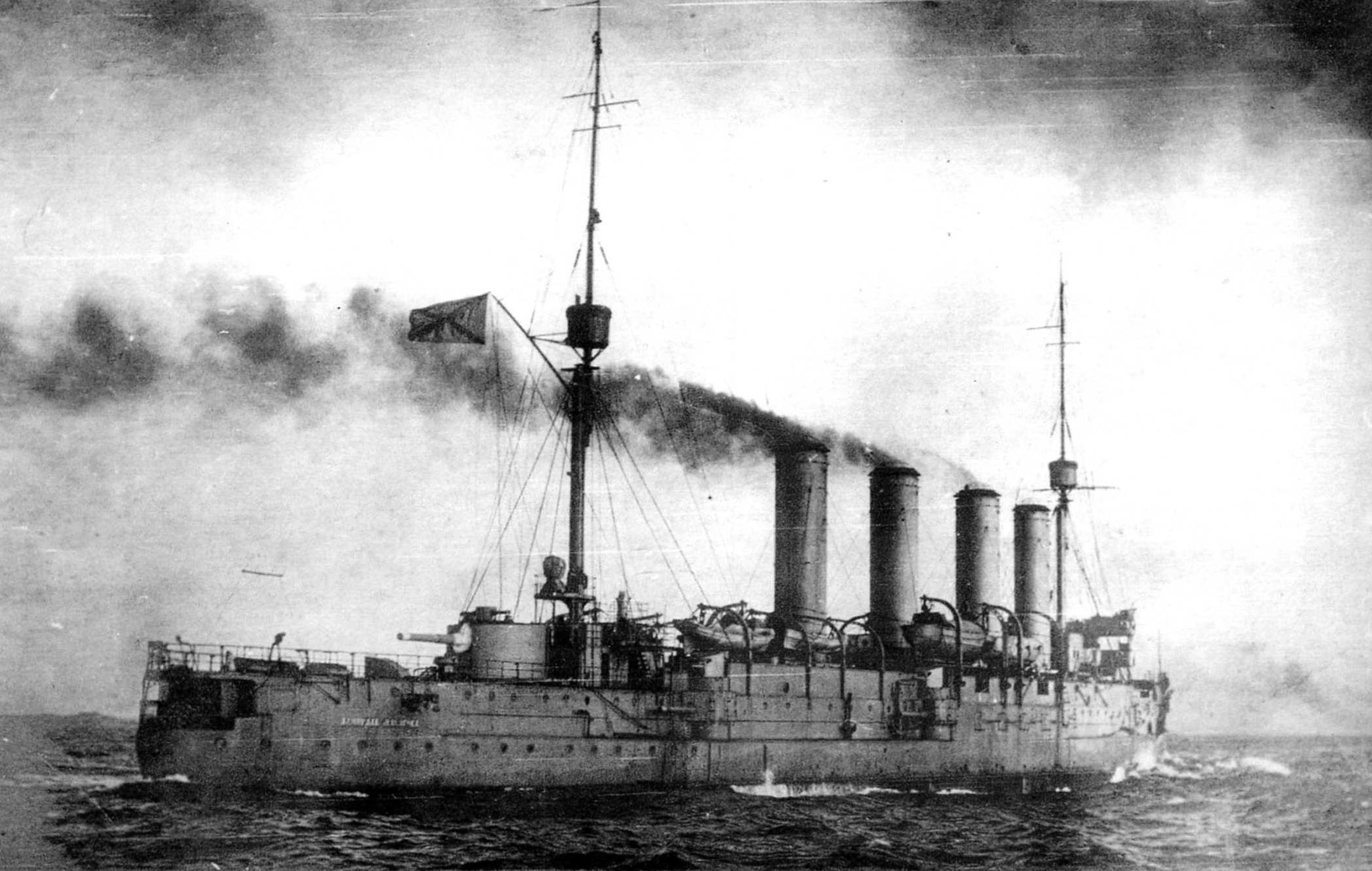
„Admirał Makarow” od rufy ok. 1912–1914

Jeszcze przed wybuchem I wojny światowej, od 12?/25 lipca 1914 roku krążowniki pancerne 1. Brygady rozpoczęły dozorowanie przed wejściem do Zatoki Fińskiej na wypadek próby niespodziewanego ataku i przedarcia się w głąb zatoki okrętów niemieckich. Wieczorem 4/17 sierpnia „Admirał Makarow” i „Gromoboj” wykryły z odległości 16 km zespół dwóch niemieckich krążowników lekkich, niszczycieli i stawiacza min, pod dowództwem kontradmirała Mischke, który zamierzał postawić zagrodę 200 min na wodach rosyjskich w wyjściu z zatoki, na zachód od wyspy Nargön. Rosyjskie okręty, biorąc niemieckie krążowniki za silniejsze krążowniki pancerne „Roon” i „Prinz Heinrich”, nie podjęły walki, lecz mimo to Niemcy odstąpili od pierwotnego zamiaru i odeszli, a następnie postawili miny dalej na zachód (zagroda nie przyniosła strat okrętom rosyjskim, lecz zatonęły na nich dwa neutralne holenderskie parowce). Wieczorem następnego dnia „Admirał Makarow” i „Gromoboj” ostrzelały koło Odensholmu z odległości 10 km niemieckie niszczyciele V 25, V 26, V 186, które wcześniej zbombardowały latarnię Ristna na wyspie Hiuma, ale Niemcy odeszli bez strat.
14/27 sierpnia „Bajan” i „Admirał Makarow”, osłaniające trałowce w wejściu do Zatoki Fińskiej, bezskutecznie ścigały i ostrzeliwały szybszy krążownik lekki „Augsburg” i niszczyciel V 25, próbujące z kolei bez powodzenia zwabić rosyjskie okręty pod atak okrętu podwodnego U-3. Mimo tego, że niemiecki krążownik nawet zmniejszył prędkość i symulował uszkodzenie, nie został ani razu trafiony i odniósł jedynie niewielkie uszkodzenia od odłamków. Za brak sukcesu w tej akcji został zmieniony dowodzący zespołem rosyjskim dowódca „Makarowa”, komandor K. Stiepanow, którego zastąpił komandor P. Plen. 27 września/10 października 1914 roku „Admirał Makarow” został zaatakowany w Zatoce Fińskiej przez okręt podwodny U-26, lecz dwie wystrzelone torpedy przeszły przed krążownikiem (dzień później U-26 zdołał jednak zatopić bliźniaczy krążownik „Pałłada”).

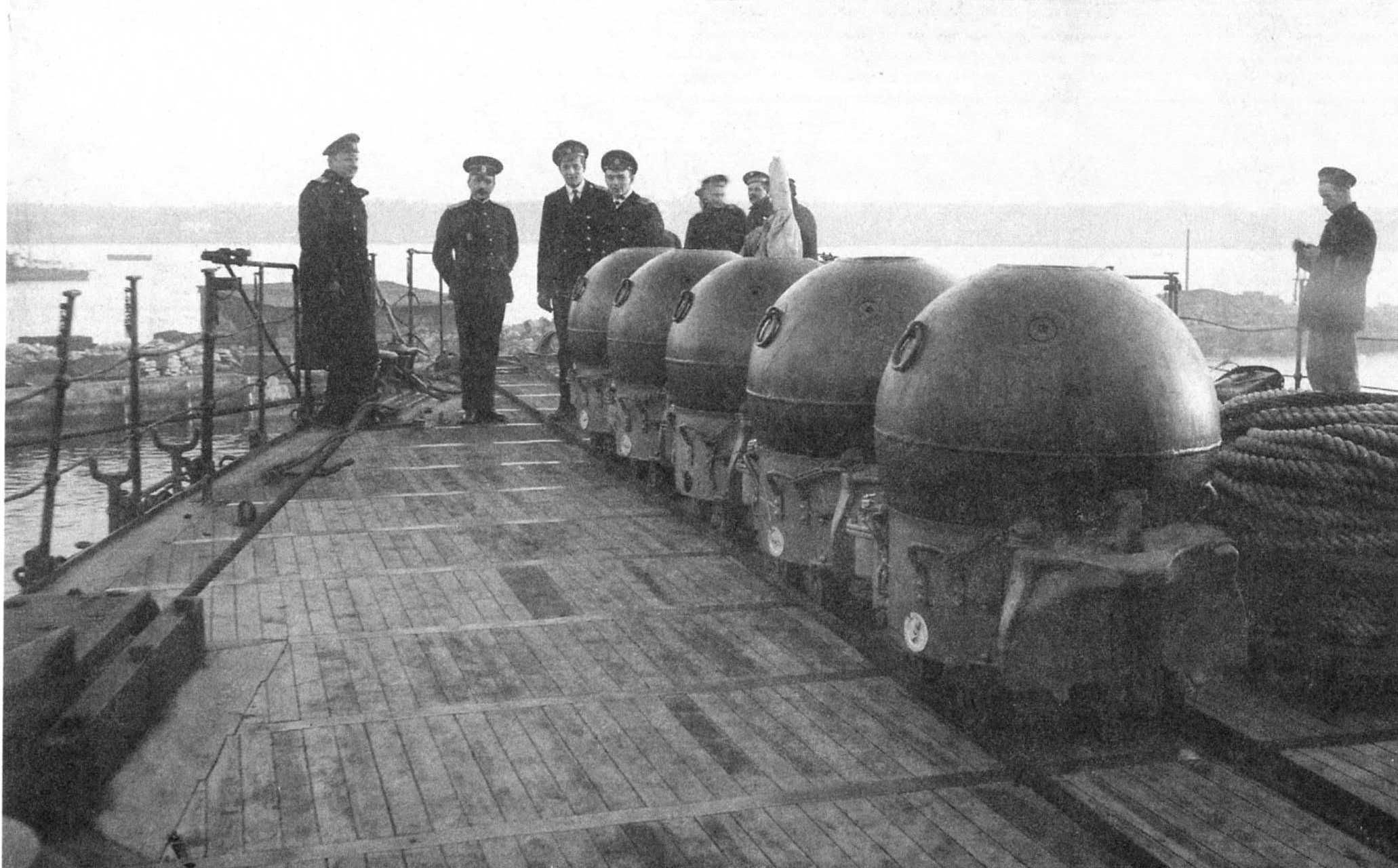
Miny wz. 1912 na pokładzie „Admirała Makarowa”

W związku z podjęciem przez Rosjan aktywnej wojny minowej u wybrzeży niemieckich, na przełomie listopada i grudnia 1914 roku przystosowano „Admirała Makarowa” do stawiania min, których w praktyce zabierał do 120. Wziął po raz pierwszy udział w operacji minowania 1/14 grudnia 1914 roku wraz z krążownikiem pancernym „Ruryk” i stawiaczem min „Jenisiej”, stawiając 64 miny około 40 mil morskich na północny zachód od Rozewia. 31 grudnia – 1 stycznia (13–14 stycznia) 1915 roku „Ruryk”, „Admirał Makarow” i „Bajan” jedynie osłaniały stawianie min na południowo-zachodnim Bałtyku, bez spotkań z nieprzyjacielem (miny stawiały krążowniki „Rossija”, „Oleg” i „Bogatyr'”, a uszkodzeniu na nich uległy niemieckie krążowniki lekkie „Augsburg” i „Gazelle”).
„Admirał Makarow” wziął udział w kolejnej operacji minowania w lutym, przerwanej z powodu uszkodzenia „Ruryka” na nieoznaczonych na mapie skałach koło Gotlandii 1/14 lutego, przy czym „Admirał Makarow” przeszedł najpierw nad tą skałą dzięki mniejszemu zanurzeniu. Podczas osłony następnej operacji stawiania min przez niszczyciele w nocy z 24 na 25 kwietnia (7–8 maja) 1915 roku, na południe od Gotlandii, „Bajan” i „Admirał Makarow” napotkały po 2 w nocy niemieckie okręty i ostrzelały bez rezultatów niemiecki krążownik lekki „München” i niszczyciel V 181, a następnie niszczyciele V 151 i V 153 (według Rosjan, trafiono raz niemiecki krążownik, lecz brak jest potwierdzenia tego).

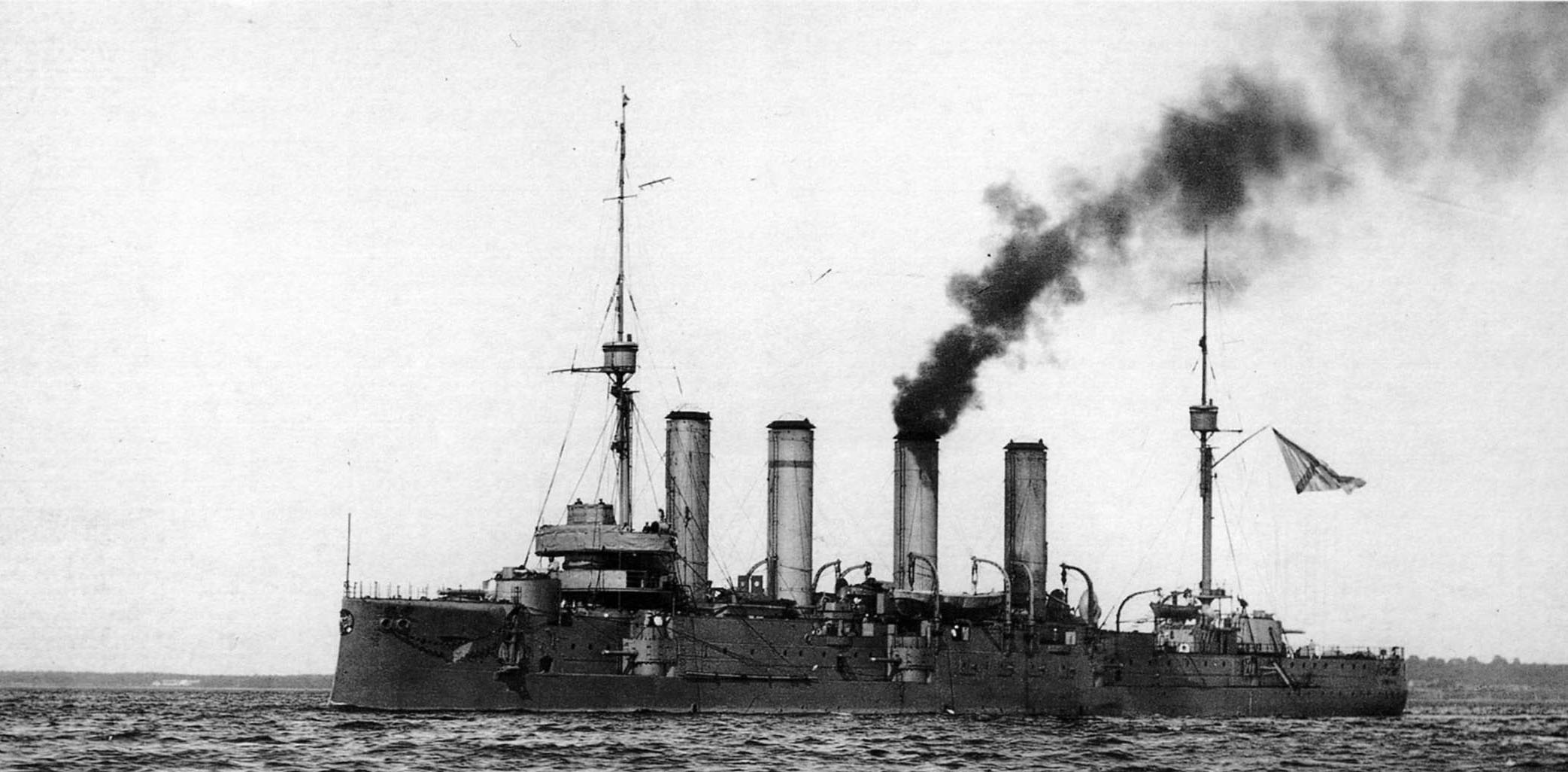
„Admirał Makarow” ok. 1916 roku

19 czerwca (2 lipca) 1915 roku „Admirał Makarow” jako okręt flagowy 1. Brygady Krążowników kontradmirała M. Bachiriewa wziął udział w wypadzie mającym na celu ostrzelanie Memla, zakończonym starciem z okrętami niemieckimi koło Gotlandii. W pierwszej fazie starcia rosyjskie krążowniki bezskutecznie ścigały krążownik lekki „Augsburg” oraz uszkodziły i zmusiły do wyrzucenia się na brzeg krążownik minowy (stawiacz min) „Albatross”. „Admirał Makarow” został trafiony jednym pociskiem kalibru 88 mm, który rozbił reflektor i ranił jednego członka załogi (było to jedyne trafienie w okręty rosyjskie). Po nadpłynięciu posiłków niemieckich, z silniejszym krążownikiem pancernym SMS „Roon”, „Admirał Makarow” nie brał aktywnego udziału w walce prowadzonej przez „Bajana” z uwagi na wyczerpanie większości amunicji głównego kalibru i dużą odległość, a jedynie wezwał przez radio posiłki. Podkreśla się mimo to w literaturze, że pozostały zapas amunicji (ok. 90 pocisków 203 mm i połowa 152 mm) pozwalał na podjęcie walki, w której „Admirał Makarow” mógł odciągać uwagę przeciwnika, odciążając „Bajana”, z czego dowódca rosyjskiego zespołu nie skorzystał. Dopiero po nadpłynięciu krążownika pancernego „Ruryk” i pojedynku z nim, Niemcy wycofali się.
W dniach 17–18 (30–31) lipca 1915 roku „Admirał Makarow” brał udział w operacji osłony przebazowania pancernika „Sława” do Zatoki Ryskiej, przez Cieśninę Irbe, w pobliżu wód kontrolowanych przez Niemców, z uwagi na niemożność przejścia płytszą cieśniną Moonsund. Nie doszło przy tym do spotkań z nieprzyjacielem i po doprowadzeniu pancernika do miejsca spotkania z niszczycielami z Zatoki Ryskiej, siły eskorty powróciły do baz. W dniach 16-17 (29–30) października „Bajan”, „Admirał Makarow”, „Oleg”, „Bogatyr” i pięć niszczycieli VIII dywizjonu patrolowały w Zatoce Botnickiej, koło szwedzkich wód, w celu przechwytywania statków niemieckich prowadzących handel ze Szwecją, lecz zdobyto tylko jeden statek „Frascatti” (1700 ton).
Pod koniec roku Rosjanie znowu podjęli wojnę minową. 29 października/11 listopada 1915 roku krążowniki „Ruryk”, „Admirał Makarow”, „Bajan” i „Oleg”, osłaniane przez nowe drednoty i niszczyciele, postawiły na południe od Gotlandii 560 min, na których uległ uszkodzeniu niemiecki krążownik „Danzig” (12/25 listopada). W kolejnej operacji 23 listopada/6 grudnia te same okręty oraz „Bogatyr'” postawiły 5 mil na południe od poprzedniej zagrody ponad 700 min, na których 1/14 stycznia 1916 roku uległ uszkodzeniu niemiecki krążownik „Lübeck”.

#### Zatoka Ryska i Wyspy Moonsundzkie (1916–1917)

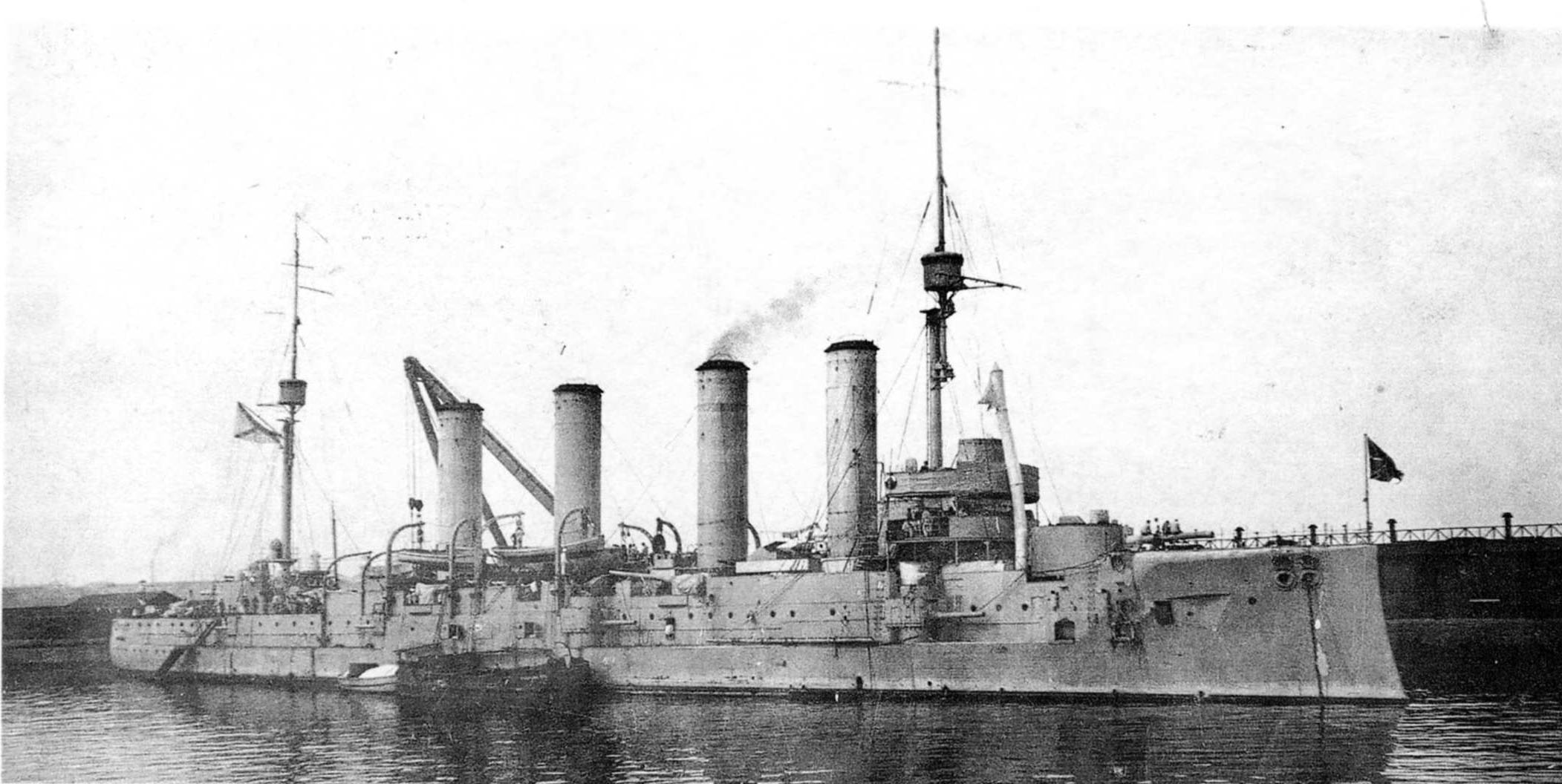
„Admirał Makarow” ok. 1917 roku, z nowo dodanymi działami kalibru 152 mm na pokładzie

Zimę 1915/1916 roku okręty Floty Bałtyckiej spędziły w bazach z uwagi na duże zalodzenie. W tym czasie podjęto przygotowania do dozbrojenia „Bajana” i „Makarowa”, zdejmując działa 75 mm z kazamat i montując wzmocnienia pokładu, lecz samej artylerii jeszcze nie zamontowano. Prace na „Makarowie” prowadzono w Rewlu w zakładzie Bekker. „Admirał Makarow” i „Bajan” pozostawały w gotowości do wyjścia w morze w razie konieczności wsparcia rajdu 1. Brygady Krążowników i niszczycieli przeciwko niemieckim konwojom pod Norrköping w Szwecji 13–14 czerwca 1916 roku, lecz w samym wypadzie nie wzięły udziału. Według części źródeł, już w lipcu 1916 roku „Admirał Makarow” otrzymał trzecie działo 203 mm. W tym okresie otrzymał również dwie armaty przeciwlotnicze kalibru 47 mm. Następnie, w związku z zamiarem wzmocnienia sił broniących Zatoki Ryskiej, „Admirał Makarow” został tam przebazowany 2/15 września 1916 roku przez pogłębioną cieśninę Moonsund, dołączając do „Bajana”. W Zatoce Ryskiej zadania okrętów polegały na dozorowaniu i sporadycznym ostrzeliwaniu niemieckich trałowców próbujących oczyścić Cieśninę Irbe oraz wspieraniu wojsk lądowych; były one atakowane tam przez samoloty, ale nieskutecznie. „Admirał Makarow” pozostał tam na kotwicowisku koło wyspy Schildau przez zimę.
W tym okresie gotowość do walki floty rosyjskiej zaczęła podupadać, a w związku z rewolucją lutową, na okrętach wiecowano i tworzono komunizujące komitety marynarskie, uzyskujące wpływ na sprawy administracyjne i dobór obsady oficerskiej. Mimo to, na „Makarowie” stosunki między marynarzami i oficerami pozostawały względnie dobre, a komitet okrętowy dbał o dyscyplinę i utrzymanie zdolności bojowej okrętu, czemu sprzyjało jego zimowanie w Moonsundzie (w oddaleniu od głównych ośrodków rewolty, jak Kronsztad i Helsinki, gdzie dochodziło do zabójstw oficerów). Oficerowie krążownika nawet bywali na nim wybierani jako reprezentanci załogi. 21 czerwca/4 lipca 1917 roku załoga krążownika zadeklarowała go jako „okręt śmierci” (korabl smierti) – na wzór „oddziałów śmierci”, deklarujących chęć dalszej walki z Niemcami na śmierć i życie. 22 czerwca/5 lipca „Admirał Makarow” został zmieniony w Zatoce Ryskiej przez bliźniaczego „Bajana” i w sierpniu przeszedł do Rewla. Najpóźniej w tym czasie dodano na nim cztery burtowe działa kalibru 152 mm na pokładzie.
W związku z niemieckim desantem, „Admirał Makarow” wyszedł 1/14 października 1917 roku z Rewla w celu wzięcia udziału w walkach o Wyspy Moonsundzkie. 3 i 4 (16 i 17) października prowadził na maksymalnej odległości ogień do niemieckich niszczycieli, które jednak odchodziły po ostrzelaniu. Dla zwiększenia donośności dział do 104 kabli, krążownik przechylano przy tym o 5°. Według niektórych autorów, mógł uszkodzić trafieniem w rufę niszczyciel G 104, natomiast niszczyciel G 101 uszkodził śruby o dno. 6/19 października, w związku z groźbą zaatakowania rosyjskich sił od północy, okręty rosyjskie opuściły rejon Wysp Moonsundzkich i przeszły do Helsinek, a następnie Rewla, gdzie w grudniu zakończyły kampanię.

#### Flota czerwona i lodowe przejście (1918)

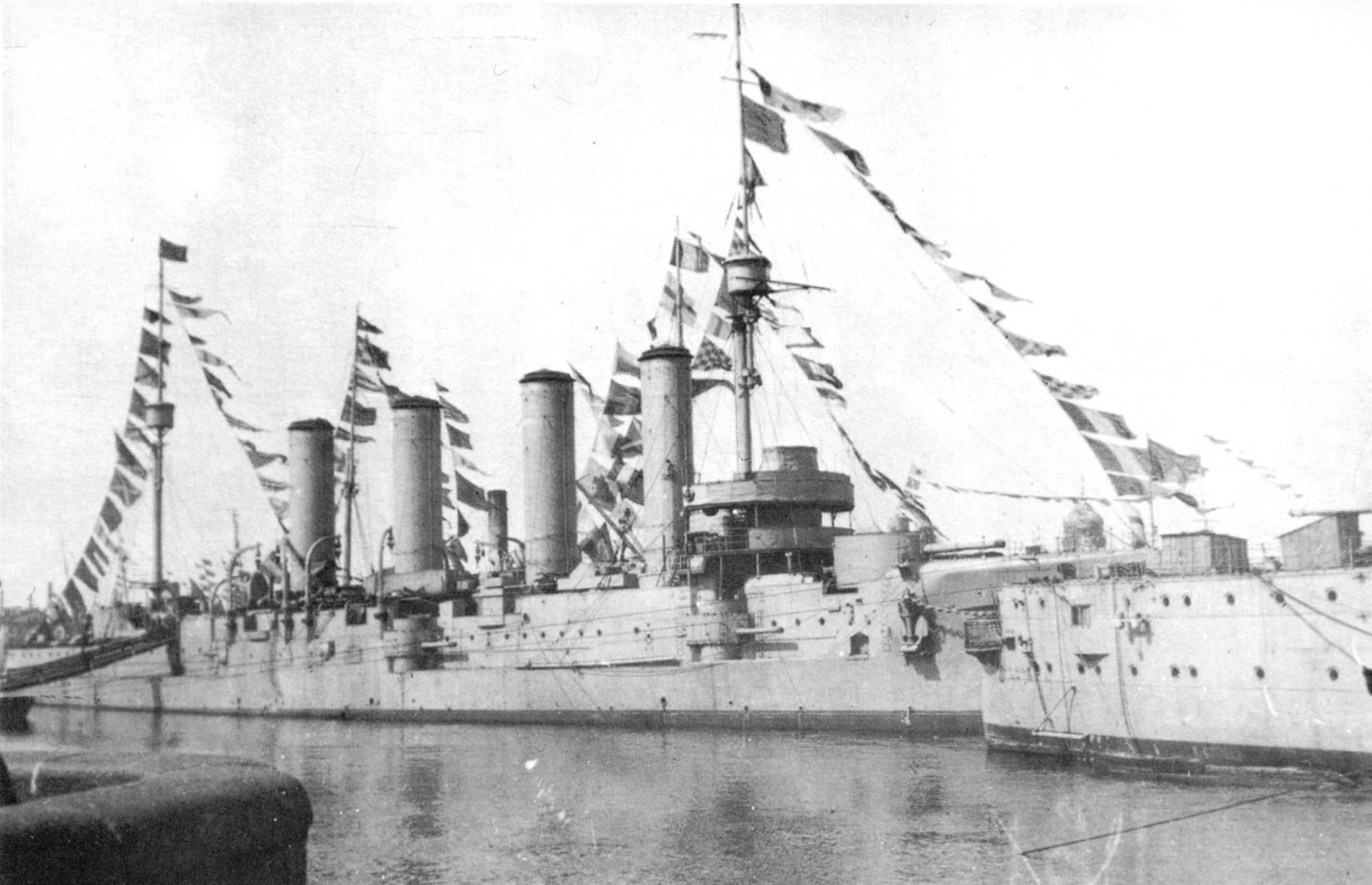
„Admirał Makarow” w gali banderowej na Newie, 1 maja 1918 roku

Po rewolucji październikowej, „Admirał Makarow” z innymi okrętami Floty Bałtyckiej przeszedł pod kontrolę władzy bolszewickiej. W związku z zagrożeniem Rewla przez niemieckie natarcie 21 lutego 1918 roku, po zerwaniu przez Niemców zawieszenia broni negocjowanego z władzą radziecką, zdecydowano o ewakuacji floty do Helsinek, mimo zalodzenia i zdekompletowania załóg. „Makarow” wówczas miał niesprawną lewą maszynę parową, a załogę stanowiło tylko 15 oficerów i 305 marynarzy. „Admirał Makarow” z „Rurykiem” jako ostatnie wyszły wieczorem 25 lutego z portu, osłaniając tyły kolumny okrętów i statków opuszczających Rewel i 27 lutego dotarły z pomocą lodołamaczy do Helsinek. Oddział marynarzy z „Makarowa” został podczas rejsu 26 lutego dostarczony przez lodołamacz „Wołyniec” na wyspę Nargen pod Rewlem w celu zniszczenia znajdujących się tam rosyjskich baterii nadbrzeżnych.
Pomimo zawarcia przez Rosję pokoju brzeskiego z Niemcami, istniała nadal groźba zagarnięcia przez nich okrętów Floty Bałtyckiej znajdujących się w Finlandii, ogarniętej wojną domową. Dowództwo rosyjskie zdecydowało o ewakuacji floty do Kronsztadu, w tzw. lodowym przejściu, odbywającym się w wyjątkowo trudnych warunkach zalodzenia Zatoki Fińskiej. W dniach 12–17 marca „Admirał Makarow” dotarł z pierwszym rzutem okrętów, za lodołamaczami „Jermak” i „Wołyniec” do Kronsztadu, a następnego dnia przeszedł do Piotrogrodu.

### Koniec służby
Z uwagi na stan techniczny i braki załóg, „Admirał Makarow” podczas reorganizacji floty został zaliczony do sił morskich Piotrogrodu. W razie konieczności obrony Piotrogrodu przed Niemcami, a później przed wojskami gen. Judenicza, miał działać jako pływająca bateria, do czego ostatecznie nie doszło. 7 sierpnia 1918 roku został wycofany z czynnej służby na długotrwałą konserwację. 1 marca 1919 roku zakończono prace konserwacyjne i krążownik zakończył kampanię. Marynarze przeszli na front lądowy lub inne okręty, pozostawiając szkieletową załogę. Ostatnim dowódcą okrętu od 1919 roku był Polak Eugeniusz Jóźwikiewicz, w 1921 roku aresztowany po powstaniu w Kronsztadzie jako „niepewny politycznie”. Na początku 1921 roku okręt częściowo rozbrojono. Latem tego roku wykorzystywano go jeszcze jako hulk sztabowy starszego morskiego naczelnika w Piotrogrodzie. W 1922 roku władze radzieckie zdecydowały o sprzedaży starych okrętów w celu uzyskania waluty i w połowie lipca „Makarow” wraz z innymi krążownikami został sprzedany na złom do Niemiec. 14 sierpnia 1922 roku wyszedł jako pierwszy z nich na holu do Świnoujścia, gdzie przybył 31 sierpnia, po czym został złomowany w Szczecinie.

### Dowódcy
| Imię i nazwisko        | od            | do                     | uwagi                                       |
| Władimir Ponomariow    | 1906          | styczeń 1909           |                                             |
| Kazimierz Porębski     | styczeń 1909  | 1909 (czasowo)         | później w polskiej Marynarce Wojennej       |
| Aleksandr Kurosz       | 1909          | 1911                   | zabity przez CzK w 1919                     |
| Konstantin Niechajew   | 1911          | 1914                   | aresztowany, zaginął po 1922                |
| Pawieł Wilken          | styczeń 1914  | styczeń 1914 (czasowo) |                                             |
| Dmitrij Wierdieriewski | marzec 1914   | maj 1914 (czasowo)     |                                             |
| Konstantin Stiepanow   | maj 1914      | sierpień 1914          | zamordowany przez marynarzy w 1917          |
| Pawieł Plen            | sierpień 1914 | lipiec 1915            | zabity przez CzK w 1918                     |
| Piotr Władisławlew     | 1915          | 1915                   | zaginął po 1917                             |
| Nikołaj Tyrkow         | 1915          | 23 kwietnia 1917       |                                             |
| Aleksandr Społatbog    | 1917          | 1918                   | zabity przez NKWD w 1937                    |
| Eugeniusz Jóźwikiewicz | 1919          | 1921                   | później w PMW, zamordowany w Katyniu w 1940 |